# Suō no Naishi

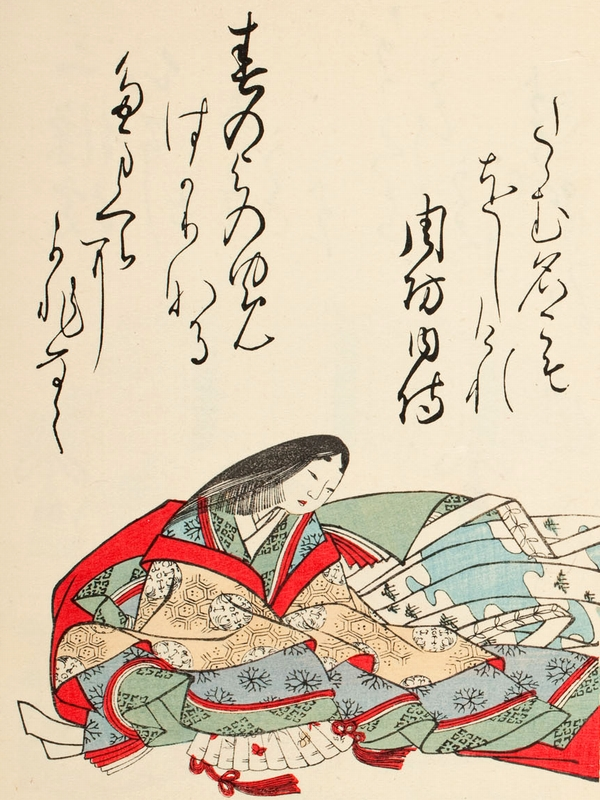
Suō no Naishi

Suō no Naishi (japanisch 周防内侍 ‚Hofdame von Suō‘, wirklicher Name: Taira no Nakako (平 仲子); geboren ca. 1037? (1. Jahr Chōryaku); gestorben ca. 1109 oder 1111) war eine japanische Dichterin der späten Heian-Zeit. Sie zählt zu den Sechsunddreißig weiblichen Unsterblichen der Dichtkunst.

## Leben und Legende
Suō wurde als Tochter von Taira no Munenaka, dem Provinzgouverneur von Suō, und Koma no Naishi geboren. Über ihr Leben ist wenig bekannt. Sie lebte als Hofdame (典侍, tenji, höchster Rang einer Hofdame) und Dichtern am Hofe der Tennō Go-Reizei, Go-Sanjō, Shirakawa und Horikawa. Sie verfasste die Hausanthologie Suō no Naishi-shū (周防内侍集). Die älteste erhaltene Abschrift der Hausanthologie stammt von Fujiwara no Toshinari aus der Heian-Zeit. Sie wurde 1984 als Wichtiges Kulturgut Japans deklariert.
Zudem findet man 35 ihrer Gedichte in kaiserlichen Gedichtanthologien, insbesondere im Goshūi-wakashū.

## Beispiel
Das folgende Gedicht ist als Nummer 67 Bestandteil des Hyakunin Isshu von Fujiwara no Teika
| Japanischer Text                                           | Umschrift                                                                   | Englische Übersetzung | Englische Übersetzung |
| ---------------------------------------------------------- | --------------------------------------------------------------------------- | --- | --- |
| 春の夜の 夢ばかりなる 手枕に かひなく立たむ 名こそ惜しけれ | Haru no yo no yume bakari naru ta-makura ni kai naku tatan na koso oshikere | I would be sorry to lose my good name for laying my head upon your arm offered as a pillow for a moment fleeting as a spring night's dream. | On this short spring night a dream almost came to pass— my head on your arm. But it would have been pointless to risk my reputation. |